# Hinojos
Hinojos – gmina w Hiszpanii, w prowincji Huelva, w Andaluzji, o powierzchni 319,88 km². W 2011 roku gmina liczyła 3933 mieszkańców.